# Galumna microfissum
Galumna microfissum är en kvalsterart som beskrevs av Hammer 1968. Galumna microfissum ingår i släktet Galumna och familjen Galumnidae. Inga underarter finns listade i Catalogue of Life.